# Proconsul nyanzae
Proconsul nyanzae (LeGros Clark & L. Leakey, 1950) è una specie di Proconsul, un primate ominoide estinto vissuto nel Miocene in Africa centrale.

## Scoperta e classificazione
Venne scoperto da Louis Leakey sull'isola di Rusinga, in Kenya, nel 1942 e inizialmente classificato come Proconsul africanus; tuttavia già nel 1951 un articolo di Leakey e LeGros Clark lo definiva come Proconsul nyanzae.
Nel 1965 Pilbeam e Simons spostarono la specie dal genere Proconsul a Dryopithecus, mentre Louis, sempre su Rusinga, scopriva nuovi fossili di una specie che denominò Kenyapithecus africanus e che nel 1969 Pilbeam e Simons riclassificarono come Dryopithecus nyanzae.
Nel 1978 la specie tornò ad essere ascritta al genere Proconsul, mentre Andrews incorporò a questa specie anche Sivapithecus africanus, scoperto nel 1951 da Leakey e Clark.

## Morfologia
La specie aveva corporatura piuttosto snella e doveva pesare in vita una trentina di chilogrammi; possedeva una forte mandibola e denti robusti (in particolare i premolari superiori) e ricoperti da uno strato di smalto relativamente spesso, tipici di una dieta erbivora e frugivora. I canini erano più grandi nei maschi.
Viveva in aree di savana alberata: aveva abitudini prevalentemente arboricole e si muoveva fra i rami con andatura quadrupede.